# Örebro Sportklubb
Örebro SK é um clube de futebol sueco localizado na cidade de Örebro. A cor de seu uniforme é o branco. Atualmente disputa a Allsvenskan, a principal divisão de futebol da Suécia.

## Uniformes

### 1º Uniforme
| 2020 | 2019 | 2018 | 2017 | 2016 | 2015 | 2014 | 2010 |

### 2º Uniforme
| 2020 | 2019 | 2018 | 2017 | 2016 | 2015 | 2014 | 2010 |

### 3º Uniforme
| 2018 | 2015 |